# Шен, Гийом
Гийом Шен (фр. Guillaume Chaine; род. 26 октября 1986, Коломб) — французский дзюдоист, выступающий в весовой категории до 73 килограммов. Олимпийский чемпион (2020, командный турнир).

## Биография
Гийом Шен родился 26 октября 1986 года в Париже. Начал заниматься дзюдо в четырёхлетнем возрасте в Реюньоне.

## Спортивная карьера
Гийом Шен выступает с 2008 года в весовой категории до 73 килограммов. В 2014 году выиграл чемпионат Франции. В 2015 году он вышел в финал турнира Большого шлема в Тюмени и проиграл россиянину Уали Куржеву. В 2017 году он впервые принял участие на чемпионате Европы, но выбыл во втором раунде.
На чемпионате мира 2018 года он дошел до 1/8 финала и проиграл японцу Соити Хасимото. В командном зачете французы вышли в финал и потерпели поражение от сборной Японии. В 2019 году чемпионат Европы состоялся в рамках Европейских игр в Минске. Шен выбыл в первом раунде, проиграв россиянину Денису Ярцеву. Два месяца спустя на чемпионате мира в Токио он выиграл первые три боя, но выбыл в раунде 1/8 финала, снова проиграв Ярцеву. В командном зачете он одержал три победы, но в финале уступил японцу Сёхэю Оно. Как и в прошлом году, сборная Франции завоевала серебро.
После вынужденного перерыва из-за пандемии COVID-19 Шен выступил на чемпионате Европы в Праге, где в 1/8 финала уступил швейцарцу Нильсу Стампу. На чемпионате Европы в Лиссабоне в 2021 году он проиграл итальянцу Джованни Эспозито в первом поединке. Через три месяца на Олимпийских играх в Токио в личном турнире он проиграл во втором туре олимпийскому чемпиону грузину Лаше Шавдатуашвили. В командном зачете он выиграл золотую медаль после того, как французы в финале победили японцев. В четвертьфинале Шен победил израильтянина Тохара Бутбуля, а в полуфинале — голландца Торнике Цьякадоеа . В финале он должен был выступить в последнем бою против Сёхэя Оно, но уже в первых пяти схватках французы набрали 4 очка, обеспечив себе золотую медаль, поэтому схватка Шена и Оно не состоялась.